# Laura Osti
Laura Osti (ur. 9 sierpnia 1987 r.) – australijska wioślarka.

## Osiągnięcia
- Mistrzostwa Świata – Poznań 2009 – czwórka bez sternika – 4. miejsce[1].